# NSU 10/20 PS
Der NSU 10/20 PS war ein PKW der Mittelklasse, den die Neckarsulmer Fahrzeugwerke Aktiengesellschaft in den Jahren 1907 bis 1910 bauten. Das Modell war damals der größte Wagen eigener Konstruktion  in der Modellpalette des Herstellers.
Der wassergekühlte Motor war ein Vierzylinder-Blockmotor mit einem Hubraum von 2608 cm³ (Bohrung × Hub = 85 × 115 mm), der 20 PS (15 kW) bei 1400/min leistete. Dieser Motor hatte eine dreifach gelagerte Kurbelwelle, eine Magnetzündung, eine automatische Zentralschmierung und stehende Ventile in einem T-Zylinderkopf. Der 65 l große Kraftstofftank lag hinten. Der Kraftstoff wurde durch die Auspuffgase gefördert, wobei ein Teil der Auspuffgase in den dicht verschlossenen Tank geleitet wurde, dort einen leichten Überdruck erzeugte und so dafür sorgte, dass der Kraftstoff nach vorne zum Vergaser strömte. Die Motorkraft wurde über eine Lamellenkupplung im Ölbad, ein Vierganggetriebe mit rechts angebrachter Kulissenschaltung und eine Kardanwelle auf die Hinterräder übertragen. Der Radstand der Wagen betrug 3020 mm, ihre Spurweite 1300 mm und das Gewicht des Fahrgestells 750 kg. Die Höchstgeschwindigkeit lag bei etwa 75 km/h.
Als besondere technische Neuerung wurden die von den Holzspeichenrädern abnehmbaren Felgen angepriesen, die bei Reifenpannen einen deutlichen Vorteil gegenüber früheren Konstruktionen darstellten.
1910 ersetzte der leistungsstärkere 10/22 PS das Modell.

## Renneinsatz
Zwei 10/20 PS setzte das Werk 1908 auf der Prinz-Heinrich-Fahrt ein, der erste Einsatz von NSU-Wagen in einem Rennwettbewerb. Besondere Erfolge konnten nicht errungen werden. Im Folgejahr traten drei Wagen dieses Typs zu dieser Fahrt an, bewältigten die 1839 km lange Strecke von Berlin über Breslau, Budapest, Wien und Salzburg nach München ohne Strafpunkte und erhielten dafür die silberne Plakette.